# Anne-Caroline Chausson
Anne-Caroline Chausson (Dijon, Costa d'Or, 8 d'octubre de 1977) és una ciclista francesa que va competir en les modalitats de BMX i muntanya.
En BMX va aconseguir la medalla d'or als Jocs Olímpics de Pequín de 2008, en el primer cop que es disputava aquesta prova.
En ciclisme de muntanya, concretament en el descens, va obtenir nou Campionats del món. També cal sumar quatre campionats més, dos en Dual Slalom i els altres en Four Cross.
Va ser condecorada com a Cavaller de la Legió d'Honor

## Palmarès en BMX
- 1987
  -  Campiona del món júnior en BMX
- 1992
  -  Campiona del món júnior en BMX
- 1993
  -  Campiona del món júnior en BMX
- 2007
  -  Campiona d'Europa en BMX
- 2008
  -  Medalla d'or als Jocs Olímpics de Pequín en BMX

## Palmarès en ciclisme de muntanya
- 1993
  -  Campiona del món júnior en Descens
- 1994
  -  Campiona del món júnior en Descens
  -  Campiona d'Europa en Descens
- 1995
  -  Campiona del món júnior en Descens
  -  Campiona d'Europa en Descens
- 1996
  -  Campiona del món en Descens
  -  Campiona d'Europa en Descens
- 1997
  -  Campiona del món en Descens
  -  Campiona d'Europa en Descens
- 1998
  -  Campiona del món en Descens
  -  Campiona d'Europa en Descens
  -  Campiona d'Europa en Dual Slalom
  - 1a a la Copa del món en Descens
- 1999
  -  Campiona del món en Descens
  - 1a a la Copa del món en Descens
- 2000
  -  Campiona del món en Descens
  -  Campiona del món en Dual Slalom
  - 1a a la Copa del món en Descens
  - 1a a la Copa del món en Dual Slalom
- 2001
  -  Campiona del món en Descens
  -  Campiona del món en Dual Slalom
  - 1a a la Copa del món en Descens
- 2002
  -  Campiona del món en Descens
  -  Campiona del món en Four Cross
  - 1a a la Copa del món en Descens
  - 1a a la Copa del món en Four Cross
- 2003
  -  Campiona del món en Descens
  -  Campiona del món en Four Cross
  -  Campiona d'Europa en Descens
  -  Campiona d'Europa en Four Cross
- 2004
  -  Campiona d'Europa en Descens
  -  Campiona d'Europa en Four Cross
- 2005
  -  Campiona del món en Descens
  -  Campiona d'Europa en Descens